# Inachidae
Inachidae là một họ cua thuộc Phân thứ bộ Cua. Họ này có 39 chi.:
- Achaeopsis Stimpson, 1857
- Achaeus Leach, 1815
- Anisonotus A. Milne-Edwards, 1879
- Anomalothir Miers, 1879
- Bothromaia Williams & Moffitt, 1991
- Calypsachaeus Manning & Holthuis, 1981
- Camposcia Latreille, 1829
- Capartiella Manning & Holthuis, 1981
- Chalaroacheus De Man, 1902
- Chorinachus Griffin & Tranter, 1986
- Coryrhynchus Kingsley, 1879
- Cyrtomaia Miers, 1886
- Dorhynchus Wyville Thomson, 1873
- Dumea Loh & Ng, 1999
- Encephaloides Wood-Mason & Alcock, 1891
- Ephippias Rathbun, 1918
- Ergasticus A. Milne-Edwards, 1882
- Ericerodes Rathbun, 1897
- Erileptus Rathbun, 1893
- Eucinetops Stimpson, 1860
- Eurypodius Guérin, 1825
- Grypacheus Alcock, 1895
- Inachus Weber, 1795
- Litosus Loh & Ng, 1999
- Macrocheira De Haan, 1839
- Macropodia Leach, 1814
- Metoporhaphis Stimpson, 1860
- Oncinopus De Haan, 1839
- Paratymolus Miers, 1879
- Physacheus Alcock, 1895
- Platymaia Miers, 1886
- Pleistacantha Miers, 1879
- Podochela Stimpson, 1860
- Prosphorachaeus Takeda & Miyake, 1969
- Rhinospinosa Griffin & Tranter, 1986
- Stenorhynchus Lamarck, 1818
- Sunipea Griffin & Tranter, 1986
- Trichoplatus A. Milne-Edwards, 1879
- Vitjazmaia Zarenkov, 1994